# ريكاردو لوكاريلي
ريكاردو لوكاريلي (مواليد 14 فبراير 1992) هو لاعب كرة طائرة برازيلي، فاز مع منتخب بلاده بذهبية أولمبياد 2016.

## وصلات خارجية
- ريكاردو لوكاريلي على موقع الاتحاد الأوروبي (الإنجليزية)
- ريكاردو لوكاريلي على موقع عالم الكرة الطائرة (الإنجليزية)
- ريكاردو لوكاريلي على موقع دوري الدرجة الأولى الإيطالي للكرة الطائرة - رجال (الإيطالية)
- ريكاردو لوكاريلي على موقع اللجنة الأولمبية الدولية (الإنجليزية)
- ريكاردو لوكاريلي على موقع أوليمبيديا (الإنجليزية)
- ريكاردو لوكاريلي على موقع اللجنة الأولمبية البرازيلية (البرتغالية)